# Mala Mučna
Mala Mučna falu Horvátországban Kapronca-Kőrös megyében. Közigazgatásilag Sokolovachoz tartozik.

## Fekvése
Kaproncától 13 km-re délnyugatra, községközpontjától 5 km-re délkeletre a Bilo-hegység nyugati részén fekszik.

## Története
1610-ben Mučnát a kaproncai kapitánysághoz tartozó 9 település között sorolják fel.
A falunak 1857-ben 319, 1910-ben 222 lakosa volt. Trianonig Belovár-Kőrös vármegye Kaproncai járásához tartozott. 2001-ben a falunak 111 lakosa volt.

## Külső hivatkozások
Sokolovac község hivatalos oldala